# Chelipoda subflava
Chelipoda subflava är en tvåvingeart som beskrevs av Collin 1933. Chelipoda subflava ingår i släktet Chelipoda och familjen dansflugor. Inga underarter finns listade i Catalogue of Life.